# مجلس جهوي (تونس)
في تونس، المجلس الجهوي هو جماعة محلية ومجلس محلي يدير شؤون كل ولاية من ولايات تونس ال24. تم إنشاء هذه المجالس في 1989، وأعضائها هم أعلى المسؤولين الحكوميين في الجهة ونوابها وآخرين يتم تعيينهم. منذ 2017، أصبح أعضاء المجالس الجهوية يتم انتخابهم مباشرة من الشعب.

## التاريخ
تم إنشاء المجالس الجهوية للولايات التونسية في بمقتضى القانون الأساسي عدد 11 لسنة 1989 المؤرخ في 4 فيفري (فبراير) 1989 المتعلق بالمجالس الجهوية، وتم إتمامه بالقانون الأساسي عدد 11 لسنة 1993 المؤرخ في 27 ديسمبر 1993.

منذ أواخر 2015 وبداية 2016، بدأ مجلس نواب الشعب التونسي بنقاش قانون الجماعات المحلية الجديد، والذي من المقرر المصادقة عليه في 2016، وسيقر هذا القانون انتخاب أعضاء المجالس الجهوية مباشرة من الشعب، وستكون في الانتخابات البلدية والجهوية التونسية 2017.

## المهام
بين 1989 و2016، فإن المجلس الجهوي ينظر في كل المسائل التي تتعلق بالولاية في الميادين الاقتصادية والاجتماعية والثقافية والتربوية. يقوم من جهة أخرى بإعداد مخطط جهوي للتنمية ينصهر في إطار المخطط الوطني للتنمية، ويبدي رأيه في مسائل التهيئة العمرانية والتعمير، والمشاريع التي ستنجز بالولاية، والسهر على إنجازها، إضافة إلى دعم إنشاء مشاريع مشتركة بين معتمديات الولاية.

يقوم المجلس أيضا بالبت في ميزانية التصرف والتجهيز، والاداءات والمعاليم المقترح استخلاصها لفائدة الجماعات العمومية. يتصرف كذلك في الممتلكات العمومية الراجعة للولاية. يستطيع أيضا بعد موافقة وزير الداخلية بأن يقيم علاقات تعاون مع الهيئات الأجنبية.

## التسيير والعمل
بين 1989 و2016، يجتمع المجلس الجهوي وجوبا في أربع دورات اعتيادية في السنة بحساب دورة كل ثلاثة أشهر، كما يستطيع الاجتماع إستثنائيا كلما اقتضت الحاجة. لا يجتمع المجلس إلا بحضور أغلبية أعضائه إلا في الحالات الخاصة.

## الترشح والانتخاب
تنتخب المجالس الجهوية والبلدية انتخابا عاما وحرا ومباشرا وسريا ونزيها وشفافا حسب الفصل 2 من القانون الأساسي للانتخابات المحلية، وتنتخب لمدة 5 سنوات، ويحق الانتخاب لكل تونسي بلغ من العمر 18 سنة، ويجد بعض الاستثناءات لمن لا يستطيعوا الانتخاب. التونسيون المقيمون بالخارج لا يحق لهم التصويت إلا على أرض الوطن.
الترشح لعضوية المجالس البلدية أو الجهوية حق لكل تونسي بالغ من العمر 18 سنة، وله الجنسية التونسية منذ 5 سنوات على الأقل. يمنع الجمع بين عضوية عدة مجالس بلدية أو جهوية، أو بين عضوية مجلس بلدي ومجلس جهوي أو مجلس نواب الشعب.

كل قائمة مترشحة يجب أن يتكون عدد المترشحين فيها مساويا لعدد مقاعد المجلس الجهوي المترشح له، ويجب احترام مبدأ التناصف بين النساء والرجال، وكذلك يجب على كل قائمة أن يكون ثلث أعضائها لا يتجاوزون 35 سنة على الأقل، وأيضا أن يكون واحد من الثلاثة الأوائل لا يتجاوز 35 سنة.

يتم توزيع المقاعد على أساس إسناد نصف المقاعد زائد مقعد للقائمة التي تحصلت على أكبرعدد من الأصوات. وفي صورة التساوي يتم إختيارالقائمة التي يترأسها الأصغرسنا. ويتم توزيع باقي المقاعد حسب التمثيل النسبي مع الأخذ بأكبر البقايا. لا تعتبر في عملية توزيع المقاعد، القائمات المتحصلة على أقل من خمسة بالمائة من الأصوات المصرح بها في الدائرة.

## التركيبة والأعضاء
بين 1989 و2016، يتكون المجلس الجهوي من:
- رئيس المجلس: الوالي.
- أعضاء:
  - نواب الجهة في مجلس النواب ثم المجلس الوطني التأسيسي ثم مجلس نواب الشعب.
  - رؤساء البلديات بالولاية.
  - رؤساء المجالس القروية.

يحضر في جلسات المجلس ولكن لا يشاركون في التصويت كل من رؤساء المصالح الجهوية للادارات التابعة للدولة، وكذلك عدد من الأشخاص لا يتجاوز العشرة، لهم خبرة في الميادين الاقتصادية والاجتماعية والثقافية والتربوية.

### منذ 2017
تم تغيير قانون المجالس الجهوية في 2017، وأصبحت المجالس الجهوية تنتخب لأول مرة في تاريخ تونس مباشرة من الشعب، لذلك الأعضاء أصبحوا ينتمون لأحزاب سياسية، وقسم عدد المجالس الجهوية كالتالي:
- 36 عضو، إذا كان عدد السكان أقل من 000 150 ساكن في الولاية.
- 42 عضو، إذا كان عدد السكان بين 001 150 و000 300 ساكن في الولاية.
- 46 عضو، إذا كان عدد السكان بين 001 300 و000 400 ساكن في الولاية.
- 50 عضو، إذا كان عدد السكان بين 001 400 و000 600 ساكن في الولاية.
- 54 عضو، إذا كان عدد السكان بين 001 600 و000 800 ساكن في الولاية.
- 58 عضو، إذا كان عدد السكان بين 001 800 و000 900 ساكن في الولاية.
- 62 عضو، إذا كان عدد السكان أكثر من 000 900 ساكن في الولاية.

| الولاية          | عدد السكان (2014) | الأعضاء | المجلس                    |
| ---------------- | ----------------- | ------- | ------------------------- |
| ولاية تونس       | 247 056 1         | 62      | المجلس الجهوي بتونس       |
| ولاية صفاقس      | 421 955           | 62      | المجلس الجهوي بصفاقس      |
| ولاية نابل       | 920 787           | 54      | المجلس الجهوي بنابل       |
| ولاية سوسة       | 971 674           | 54      | المجلس الجهوي بسوسة       |
| ولاية بن عروس    | 842 631           | 54      | المجلس الجهوي ببن عروس    |
| ولاية أريانة     | 088 576           | 50      | المجلس الجهوي بأريانة     |
| ولاية القيروان   | 559 570           | 50      | المجلس الجهوي بالقيروان   |
| ولاية بنزرت      | 219 568           | 50      | المجلس الجهوي ببنزرت      |
| ولاية المنستير   | 828 548           | 50      | المجلس الجهوي بالمنستير   |
| ولاية مدنين      | 520 479           | 50      | المجلس الجهوي بمدنين      |
| ولاية القصرين    | 243 439           | 50      | المجلس الجهوي بالقصرين    |
| ولاية سيدي بوزيد | 912 429           | 50      | المجلس الجهوي بسيدي بوزيد |
| ولاية المهدية    | 812 410           | 50      | المجلس الجهوي بالمهدية    |
| ولاية جندوبة     | 477 401           | 50      | المجلس الجهوي بجندوبة     |
| ولاية منوبة      | 518 379           | 46      | المجلس الجهوي بمنوبة      |
| ولاية قابس       | 300 374           | 46      | المجلس الجهوي بقابس       |
| ولاية قفصة       | 331 337           | 46      | المجلس الجهوي بقفصة       |
| ولاية باجة       | 032 303           | 46      | المجلس الجهوي بباجة       |
| ولاية الكاف      | 156 243           | 42      | المجلس الجهوي بالكاف      |
| ولاية سليانة     | 087 223           | 42      | المجلس الجهوي بسليانة     |
| ولاية زغوان      | 945 176           | 42      | المجلس الجهوي بزغوان      |
| ولاية قبلي       | 961 156           | 42      | المجلس الجهوي بقبلي       |
| ولاية تطاوين     | 453 149           | 36      | المجلس الجهوي بتطاوين     |
| ولاية توزر       | 912 107           | 36      | المجلس الجهوي بتوزر       |
| المجموع          | 754 982 10        | 160 1   | 24 مجلس جهوي              |

## مقالات ذات صلة
- قائمة ولاة ولايات تونس
- قائمة رؤساء المجالس الجهوية التونسية
- ولايات تونس
- مجلس بلدي (تونس)

## روابط خارجية
- الدليل في النصوص التشريعية والترتيبية ذات الصلة بالعمل الجهوي، مركز التكوين ودعم اللامركزية، وزارة الداخلية، 2014.
- مشروع القانون الأساسي للانتخابات المحلية، الحكومة التونسية، 20 أكتوبر 2015
- الاستشارة الوطنية والجهوية حول مشروعي قانون الانتخابات البلدية والجهوية ومجلة الجماعات المحلية، الحكومة التونسية، 2015